# İlqar Abdulov
İlqar Abdulov (ur. 12 marca 1981) – azerski zapaśnik walczący w stylu klasycznym. Olimpijczyk z Pekinu 2008, gdzie zajął dwunaste miejsce w kategorii 74 kg.
Ósmy na mistrzostwach świata w 2005. Piąty na mistrzostwach Europy w 2005 roku.